# Flying Elephant
«Летающий Слон» (англ. Flying Elephant) — британский опытный сверхтяжёлый танк периода Первой мировой войны. Проект разработан в 1916 году инженером-конструктором Уильямом Триттоном, автором проекта Mk I и других британских «ромбовидных» танков. Танк имел ряд новаторских конструкторских решений, пушечно-пулемётное вооружение и противоснарядное бронирование. Однако, будучи подан в декабре 1916 года на рассмотрение в Военное ведомство, проект не получил поддержки военных и не был воплощён в металле.

## История создания
Осенью 1916 года первые «ромбовидные» танки Mk I вышли на поля сражений Первой мировой войны. Их применение имело внушительный эффект и в целом несомненно признавалось успешным. Однако первые же бои выявили как сильные, так и многочисленные слабые стороны нового оружия. Главным образом это были проблемы технического плана, поскольку Mk I в сущности были крайне ненадежными и капризными машинами. Кроме того, ромбовидная форма и солидные габариты машин делали их лёгкой мишенью для артиллерии, против которой броня танков была бессильна. Максимальная толщина бронирования составляла 16 мм (в лобовых деталях) и в принципе позволяла танку выдержать обстрел из лёгкого стрелкового оружия, но попадание любого артиллерийского снаряда (в особенности — распространённых тогда калибров 77-120 мм) гарантированно выводило машину из строя. Серьёзным недостатком также была абсолютная незащищённость гусениц, ремонт которых в полевых условиях был весьма непростым делом. Вскоре стало понятно, что полумерами качественно преодолеть данные недостатки практически невозможно. Требовалось либо кардинально перерабатывать Mk I, либо создавать полностью новый танк, что, учитывая низкий модернизационный потенциал Mk I, было по сути равнозначно. В итоге полковник Триттон выбрал второй путь и попытался отказаться от ромбовидной схемы. Осенью 1916 года он приступил к работе над проектом танка с полу-шуточным рабочим названием «Flying Elephant» (в переводе с англ. — «Летающий слон»).
Уже к зиме 1916 года проект грозной боевой машины расчётной массой в 100 тонн был в целом закончен. В декабре Триттон подал проект на рассмотрение в Военное ведомство, одновременно начав переговоры с фирмой W. Foster and Co. Ltd о постройке опытного образца. И хотя Триттон преуспел в переговорах с танкостроителями, чиновники в итоге поставили на реализации проекта крест. Причём отказ последовал не столько из-за большой массы и стоимости танка, сколько из-за появления серийных танков Mk II — Mk IV, достаточно эффективно действовавших на фронте и к тому времени уже освоенных в войсках и производстве. Поэтому дальше эскизов и макетов работы по «Flying Elephant» не продвинулись.

## Описание конструкции
Новый проект Триттона в целом напоминал сильно утяжелённый и модернизированный вариант танка «Little Willie», но содержал ряд принципиально новых и оригинальных решений. К примеру, шасси танка состояло из двух частей — основной и вспомогательной. Основное шасси состояло из двух ходовых гусениц и было во многом аналогично уже применявшемуся на танках и, судя по всему, даже предусматривало использование отдельных элементов от серийных танков Mk I. Вспомогательная часть представляла собой ещё две гусеницы, размещённые под днищем танка и слегка приподнятые над поверхностью земли. По замыслу Триттона, они должны были улучшить проходимость танка на мягких грунтах — основные гусеницы погружались бы в грунт и танк опирался бы на дополнительные; таким образом резко увеличивалась опорная поверхность гусениц. Кроме того, при преодолении препятствий вспомогательные гусеницы предотвращали бы эффект «вывешивания».
По проекту танк должен был иметь внушительные метрические размеры, вполне соответствующие его названию — длина составляла 8,15 м (26,75 фута), ширина — 3 м (9,84 фута) и высота — 3,05 м (10 футов). Корпус имел форму бронированной коробки, напоминающей фургон со скруглённой носовой частью и покатой крышей. Основной проект предусматривал бронирование лобовых деталей толщиной 76,2 мм (3 дюйма), бортовых и кормовых — 50,8 мм (2 дюйма). Функционально корпус танка делился на три части. В полукруглой лобовой части корпуса размещалась 57-мм пушка Гочкисса, смонтированная в казематной установке. Чуть выше находились места командира (слева) и водителя (справа). В бортах со смещением вперёд размещались шаровые установки 7,7-мм пулемётов «Льюис», ещё один пулемёт устанавливался в корме. В средней части корпуса располагался силовой агрегат общей мощностью 210 л. с., состоящий из двух бензиновых V-образных двигателей «Daimler-Foster» мощностью 105 л. с. каждый.
Экипаж «Летающего слона» должен был составить от 8 до 10 человек.

## Оценка проекта
В целом, хотя «Летающий слон» и проектировался как достаточно передовая боевая машина, его практико-боевая ценность была бы достаточно низкой.
Среди британских танков «Летающий слон» мог быть первым, имеющим действительно полноценное противоснарядное бронирование. Учитывая возможности полевой артиллерии того времени, можно предположить, что подобный танк стал бы серьёзной проблемой для немецких ПТО, без особого труда справлявшихся с защищёнными 10—15-мм бронёй танками типа Mk I. Весьма оригинально была решена проблема проходимости, закономерно встававшая ребром для танка столь значительной массы. Наконец, достаточно прогрессивными являлись такие решения, как установка орудия в носовом каземате по продольной оси танка и придание носовой части обтекаемых форм.
Однако огромная масса и стоимость танка, а также фактическое отсутствие ряда узлов и агрегатов ставили целесообразность принятия этой машины на вооружение и начало выпуска под вопрос. Немаловажным являлся также тот факт, что «Flying Elefant» по своей огневой мощи даже несколько уступал Mk I «Самец». Окончательно судьбу танка решило появление танков Mk IV, которые уже вполне удовлетворяли военных и могли с успехом применяться на фронте.